# ホイチョイ・プロダクションズ
ホイチョイ・プロダクションズは、日本の漫画家ユニット、およびクリエイター集団。代表取締役社長は馬場康夫。
以前はホイチョイ・プロダクションで途中から末尾に「ズ」が付けられた。法人としては株式会社ホイチョイ・プロダクション（末尾に「ズ」が付かない）で登録している。

## 概要
1980年代の日本におけるバブル景気の頃の「ミーハー」な消費文化に根差した感覚を特徴としている。
“ホイチョイ”の由来は、2020年12月に放送した漫画専門番組『漫道コバヤシ』に客演した馬場の説明によると、「小学3、4年生の頃から使用しているのでもう記憶が薄れてハッキリしないが、クレージーキャッツの楽曲（ホンダラ行進曲）にあるホンダラダホイホイとか、植木等のチョイとかのフレーズに因んだ気がする」と答えている。

## 沿革
1960年代に成蹊学園で同級生だった馬場康夫と松田充信が、小学生時代から組んでいる漫画家ユニット（ゆでたまごコンビのような関係）が原型だと馬場は説明している。
プロデビュー作は、1981年開始で現在も『ビッグコミックスピリッツ』誌上で連載されている『気まぐれコンセプト』。

## 代表メンバー
- 馬場康夫（ホイチョイ・プロダクションズ代表取締役社長、元日立製作所宣伝部、映画監督、漫画原作）
- 松田充信（『気まぐれコンセプト』作画担当）

ホイチョイ・プロダクションズのメンバー構成は、基本的には馬場と松田の2人のみ。漫画活動以外の企画関係者は不明な点が多く、個人としては殆ど名前が出てこない。これについてリーダーの馬場は、 「ディズニー作品というだけで、誰が作ったということは気にしない。同様に馬場康夫が誰だなんていうことはどうでもよいことで、ホイチョイというクリエイティブ集団が作っている作品と認識してもらいたいのだ」 と、自らの名前をほとんど出さない理由を周囲に語っている。
1999年よりブレーンとしてメディアプランナーの草場滋も参加している。

## 連載
- 『気まぐれコンセプト』 （小学館『ビッグコミックスピリッツ』、1981年 - ）
- 『酒とビデオの日々』（小学館『テレパル』）ビデオ講評コラム
- 『プロフェッショナル 不倫の流儀』（小学館『ビッグコミック』、2016年11号 - 2017年10号）

## 書籍
- 『気まぐれコンセプト』 （1984年）
- 『見栄講座 ―ミーハーのための戦略と展開―』 （1983年）
- 『OTV』 （1985年） - テレビ解説本。オビ推薦文を永倉万治が担当
- 『極楽スキー』 （1987年）
- 『東京いい店やれる店』 （1994年）
- 『彼女が水着にきがえたら』 （1994年）
- 『ラム・ニャンものがたり』 （2000年） - 絵本
- 『しろねこラム・ニャンおたのしみ。』（2004年） - 絵本
- 『気まぐれコンセプト クロニクル』 （2007年）1984から2006年までの連載分のよりぬきを収録。ページ数は970ページに及ぶ。
- 『マンガでわかる株式投資! 女子高生株塾』 （2009年）
- 『株、FX、世界経済がマンガでわかる!新女子高生株塾』（2011年）
- 『新・東京いい店やれる店』（2012年）
- 『戦略おべっか　どんな人でも、必ず成功する』（2012年）
- 『年金ロックンローラー内沢裕吉』（2013年）
- 『電通マン36人に教わった36通りの「鬼」気くばり』（2016年）
- 『気まぐれコンセプト 完全版』（2016年）
- 『ホイチョイの リア充王 遊びの千夜一夜物語』（2018年）
- 『不倫の流儀 オッサンがモテるための48の秘訣』（小学館 2020年7月10日発売、ISBN 9784093887717）

## テレビ
主にフジテレビの深夜番組に企画参加していた。
- 『マーケティング天国』 （1988年、フジテレビ）
- 『カノッサの屈辱』 （1990年、フジテレビ）
- 『TVブックメーカー』 （1991年、フジテレビ）
- 『上品ドライバー』シリーズ （1990年代、フジテレビ）

最新作は「上品ドライバー9」だが、実際に制作されたのは1,2,4,6,8,9の6作品。3,5,7は予告編のみの架空作品である。
- 『江角マキコの恋愛の科学』 （1998～1999年、フジテレビ） - 企画協力

2000年の1月と12月に放送されたスペシャル版および番組本には関与していない。
- 『ラ・ストラーダ』 （2005年、フジテレビ）
- 『ココリコミラクルタイプ』（2005年-、フジテレビ）

『気まぐれコンセプト』をコント化したミニコーナーがあった。
- 『21世紀の歴史』（2008年1月1日、日本テレビ）
- 『絶対やれるギリシャ神話』(2008年10月5日-、日本テレビ）※原案・キャラクターデザイン
- 『おじいちゃんは25歳』(2010年11月15日-、TBS)※原案・番組総指揮（馬場名義）
- 『東京上級デート』(2012年4月4日 - 2014年3月26日、テレビ朝日)※原案
- 『東京上級デート2』(2014年4月2日 - 2014年9月24日、テレビ朝日)※原案
- 『恋の時価総額』（2015年10月23日 - 2015年12月25日、BSスカパー!）※製作総指揮（馬場名義）
- 『潜水艦カッペリーニ号の冒険』(2022年1月3日、フジテレビ) ※原作・監督（馬場）[3]

## ラジオ
- サントリー・サタデー・ウェイティング・バー→ピートのふしぎなガレージ（1992年 - 2020年、TOKYO FM・JFN系列　2013年にリニューアル）
- SOCIEDAD GASTRONOMICA（2020年4月 - 9月、J-WAVE）

## 映画
- 『私をスキーに連れてって』 （1987年） スキー、アマチュア無線
- 『彼女が水着にきがえたら』 （1989年） スキューバダイビング
- 『波の数だけ抱きしめて』 （1991年） ミニFM

以上のいわゆる「ホイチョイ三部作」はいずれも大ヒットし、採り上げたテーマはブームになった。またバブル崩壊後に制作された『メッセンジャー』はこれらを上回る興行収入を上げた。続いてバブル景気を自己言及的に取り上げた『バブルへGO!! タイムマシンはドラム式』を公開。
- 『メッセンジャー』 （1999年）マウンテンバイク、自転車便
- 『バブルへGO!! タイムマシンはドラム式』 （2007年）ボディコン、ディスコ、バブル

## 舞台
- ユーミンソング・ミュージカル『ガールフレンズ』（2006年、2008年）

## 漫画
- 『汚れなき瞳』（1984年） 『プレイコミック』（秋田書店）に連載されたが未単行本化。
（「マンガ狂につける薬」（呉智英、『ダヴィンチ』連載）2007年5月号掲載分に記述あり）
- 『ビッグコミックスピリッツ』に読切作品が何度か掲載された。